# 多齒暴麗魚
多齒暴麗魚，為輻鰭魚綱鱸形目隆頭魚亞目慈鯛科的其中一種，分布於非洲馬拉威湖流域，體長可達18.6公分，棲息在岩石底質淺水域，生活習性不明。

## 擴展閱讀
維基物種上的相關：多齒暴麗魚